# Gulbene (novads)
Gulbene est un novads de Lettonie, situé dans la région de Vidzeme. En 2009, sa population est de 25 546 habitants.

## Historique
Dans des sources écrites, le district du château de Gulbena (Gulbana) a été mentionné pour la première fois dans le traité de division de Tālava de 1224 entre l'ordre des chevaliers Porte-Glaive et l'archidiocèse médiéval de Riga.  Du 13e au 16e siècle, le comté était situé à l'extrémité latgaliene de l'archevêché de Riga, en 1340, sur l'ancienne route à environ mi-chemin entre les châteaux de Seßwegen et Aluksne, on construisit le château de Gulbene (Schwanenburg), qui est devenu le centre administratif du comté. Au début de la guerre de Livonie en 1559, après la victoire de la bataille de Tirza, le château de Gulbene est occupé par les troupes d'Ivan le Terrible. Pendant quelque temps, le château a été subordonné au roi Magnus de Holstein, mais en 1577, il est tombé entre les mains des troupes russes. Dans le traité de paix de Jam Zapolski en 1582, le château de Gulbene a été renommé Шванцбург en russe. D'après le traité, le district du château de Gulbene a été inclus dans le duché de Livonie, état vassal du la république des Deux Nations.
Après la conquête de Vidzeme, le roi de Suède Gustav Adolf a octroyé la paroisse de Gulbene au général G. Horn, mais après la réduction des domaines à la fin du XVIIe siècle, le domaine est devenu la propriété de l'État suédois. Après l'annexion de Vidzeme à l'Empire russe, plusieurs luxueux manoirs ont été construits dans la région actuelle de Gulbene. Par exemple, il s'y trouvait le manoir baroque Kortenhof appartenant au général d'infanterie Friedrich Wilhelm von Berg.
En 1903, on a construit le tronçon du chemin de fer à voie étroite reliant Pļaviņas et Valka sur lequel se trouve la gare de Gulbene construite la même année.